# 紀元前97年
紀元前97年（きげんぜん97ねん）は、ローマ暦の年である。

## 他の紀年法
- 干支 : 甲申
- 日本
  - 崇神天皇元年
  - 皇紀564年
- 中国
  - 前漢 : 天漢4年
- 朝鮮
  - 檀紀2237年
- 仏滅紀元 : 448年
- ユダヤ暦 : 3664年 - 3665年

## できごと

### ローマ
- 執政官 - グナエウス・コルネリウス・レントゥルスとプブリウス・リキニウス・クラッスス
- フリウスの検事C. Decianusは、ルキウス・アップレイウス・サトゥルニヌスの死を知ると、自分を責めた。
- ローマ帝国はマエディとダルダニア（英語版）を征服した。
- ルキウス・ドミティウスがシチリアを復元した。
- ケンソルのフラックスとアントニウスは、奢侈禁止令に違反したとしてドゥロニウスを元老院から追放した。
- 元老院は、法律で人間の生贄を禁止した。
- ルキウス・コルネリウス・スッラがローマでの試合で、初めてライオン狩りを披露した。

### アナトリア
- アリアラテス8世がミドリタデスにカッパドキアを追放され、その後すぐに死去した。

### 中東
- イエス・キリストの父ナザレのヨセフが生まれた。この年から数えると、イエスはヨセフが92歳の時に生まれたことになる。

### アジア
- 崇神天皇が日本の天皇になった。

## 誕生
- Galeria Copiola - 100歳以上生きた女優